# Венера-2
«Венера-2» — автоматична міжпланетна станція (АМС), призначена для дослідження планети Венера.
Здійснила політ в парі з Венерою-3. Вони не змогли передати дані про Венеру, але допомогли отримати наукову інформацію про космічний і навколопланетний простір в рік спокійного Сонця. Великий обсяг вимірювань під час польоту являв собою велику цінність для вивчення проблем наддалекого зв'язку і міжпланетних перельотів. Було вивчено магнітні поля, космічні проміння, потоки заряджених частинок малих енергій, потоки сонячної плазми і їх енергетичні спектри, космічні радіовипромінювання і мікрометеорити.

## Технічна характеристика
Маса апарата становила — 963 кг.

## Запуск і політ
Станцію «Венеру-2» було запущено 12 листопада 1965 року в 8 годин 2 хвилини київського часу. На станції було встановлено телевізійну систему та наукові прилади. 27 лютого 1966 року станція пролетіла на відстані 24 000 км від планети Венера і перейшла на геліоцентричну орбіту.

## Результати досліджень
За час польоту було проведено 26 сеансів зв'язку із станцією «Венера-2» та (63 з Венерой-3). Але на жаль система управління Венери-2 вийшла з ладу, ще на шляху до планети Венера, таким чином інформацію про планету Венера отримано не було.